# Premsa del Sindicat
La Premsa Nova, també anomenada Premsa del Sindicat o simplement Molí d'Oli, és un trull a Olesa de Montserrat. La construcció va ser impulsada per un grup de petits pagesos olesans amb ànims de trencar el monopoli dels trulls olesans per part dels grans propietaris. La premsa va ser inaugurada el 14 de novembre de 1912.
L'any 1917 una colla de pagesos de la Premsa Nova, juntament amb l'aleshores rector d'Olesa Marcel·lí Garriga, van unir-se per constituir el primer sindicat dels pagesos olesans: el Sindicat Agrícola Olesà.
L'any 1929 va sortir d'aquest molí un oli, fet amb olives de la varietat autòctona palomar, escollides de ca l'Esparter i de cal Pomés que va guanyar la Medalla d'Or i el Diploma d'Honor a l'Exposició Internacional de Barcelona. Amb aquest fet l'oli d'Olesa va aconseguir una fama reconeguda arreu del país.
Dels disset molins d'oli que hi havia documentats a Olesa l'any 1766 actualment només la Premsa Nova resta en funcionament.